# 迷鱷屬

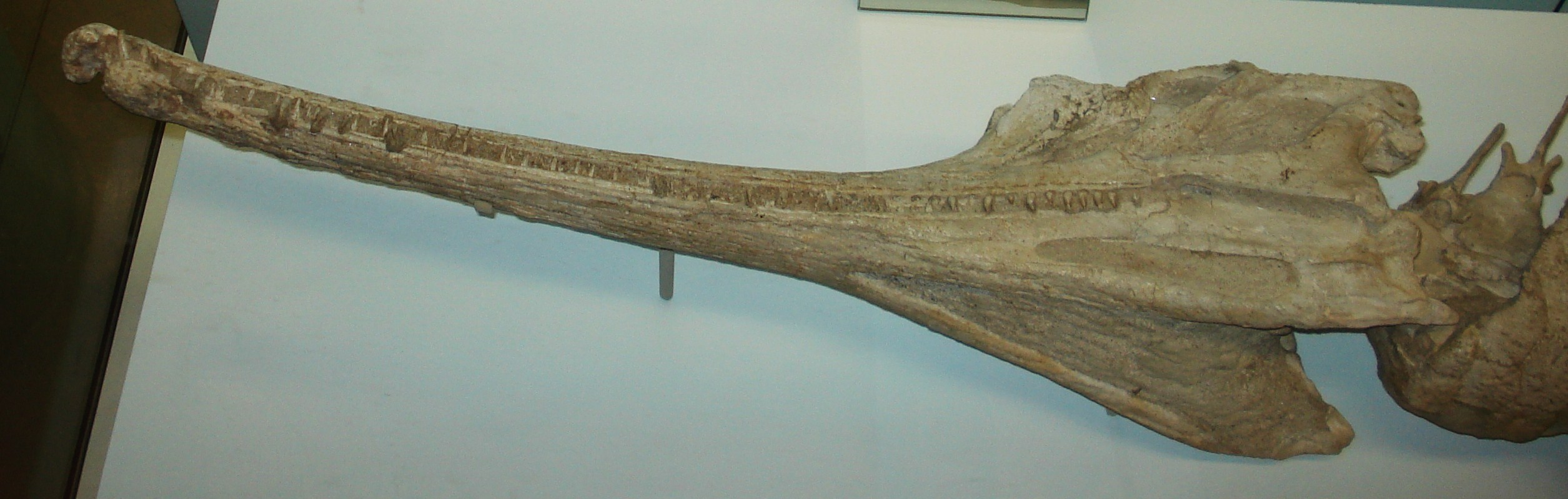
M. planirostris的頭顱骨

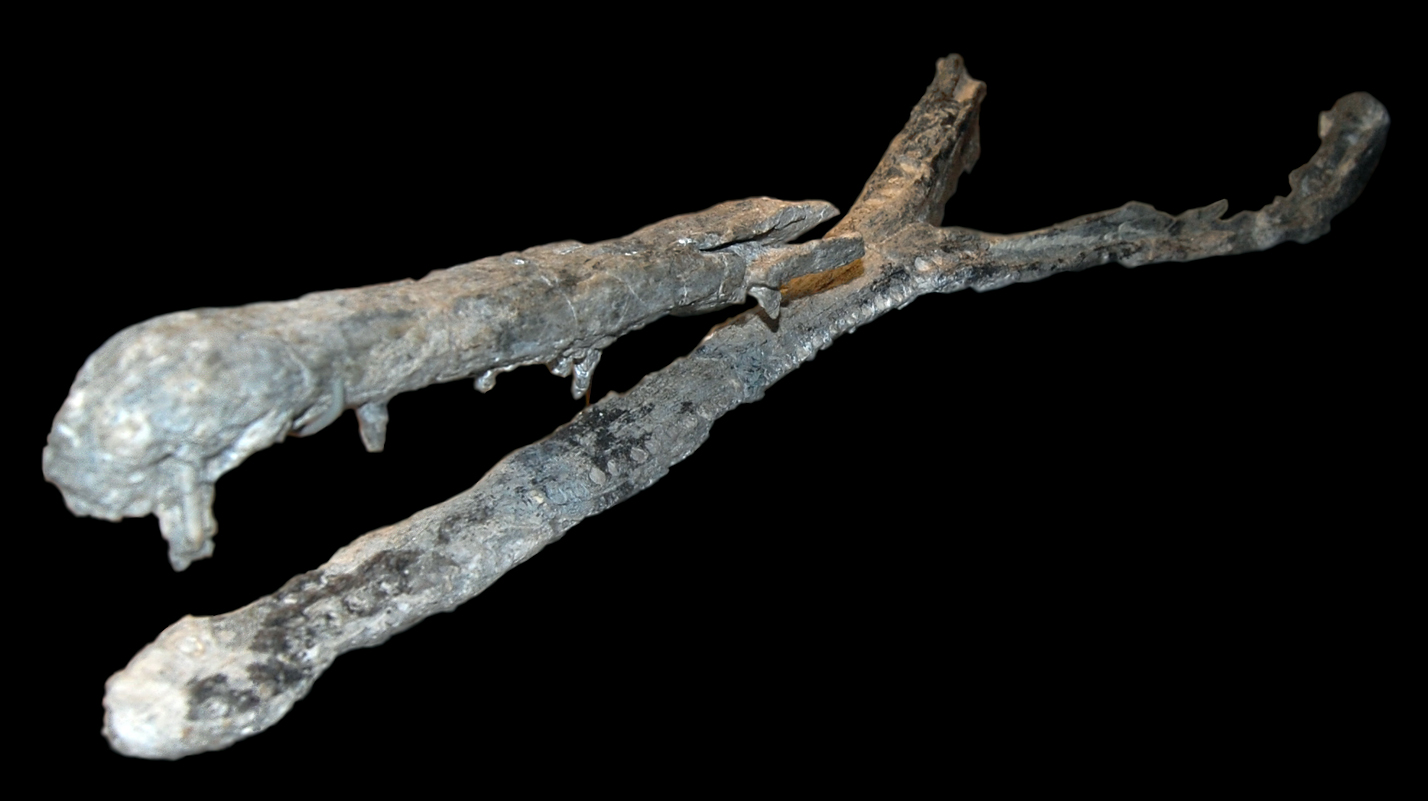
迷鱷的頜部化石

迷鱷屬又譯鬚鱷或謎鱷，意為「湯匙鱷魚」，是種已滅絕植龍目，生存於三疊紀晚期（諾利階中期）的歐洲。迷鱷是由埃伯哈德·弗拉士（Eberhard Fraas）在1896年命名，包含四個種：模式種M. planirostris、M. westphali、M. steinbergeri 、M.alleroq模式種的身長約4公尺，化石為一完整化石，發現於1895年。其顱後骨骼顯示，迷鱷是最習慣水生生活的植龍類，而頭骨顯示迷鱷主要以魚類為食。
迷鱷過去曾歸類於個別的亞科－迷鱷亞科（Mystriosuchinae），2000年代則改歸類於偽帕拉鱷亞科（Pseudopalatinae），但迷鱷與該亞科的大部分屬有特徵上的不同。迷鱷曾被認為是種水生動物，2003年在義大利北部發現的一個標本，顯示某些迷鱷是完全海生動物。

## 外部連結
- www.paleodatabase.org （页面存档备份，存于）